# دره‌پر
روستای دره پر، از توابع بخش مرکزی شهرستان سرایان است. بر اساس سرشماری سال ۱۳۸۵، جمعیت این روستا، شامل ۱۴ خانوار و۵۳ نفر بوده‌است.
براساس لغت نامه دهخدا، دره پر دهی است از دهستان مصعبی بخش حومه شهرستان فردوس، واقع در ۲۳هزار گزی خاور فردوس می‌باشد.

## موقعیت
دره پر در فاصله ۴۰ کیلومتری شهر فردوس و ۲۷ کیلومتری شمال سرایان قرار دارد. مردمش به گویش تونی صحبت می‌کنند.